# آکادمی علوم چین
آکادمی علوم چین (CAS؛ چینی: 中国科学院) آکادمی ملی علوم طبیعی جمهوری خلق چین است. این خاستگاه تاریخی در آکادمی سینا در دوره جمهوریخواهان دارد و در گذشته با این نام نیز شناخته می‌شد. در مجموع به عنوان "دو آکادمی (两院)" به همراه آکادمی مهندسی چین شناخته می‌شود، به عنوان اندیشکده ملی علمی و نهاد حاکم دانشگاهی فعالیت می‌کند، خدمات مشاوره‌ای و ارزشیابی را در مورد موضوعات ناشی از اقتصاد ملی، توسعه اجتماعی و پیشرفت علم و فناوری عرضه می‌کند. مقر آن در منطقه Xicheng، پکن، و شعبهٔ انستیتوهای مختلف در سرتاسر سرزمین اصلی چین مستقر است. این نهاد همچنین صدها شرکت تجاری ایجاد کرده‌است که لنوو یکی از معروف‌ترین آن‌ها است.
این مؤسسه بزرگترین سازمان تحقیقاتی جهان است، که شامل حدود ۶۰٬۰۰۰ محقق در ۱۱۴ مؤسسه،است و به‌طور مداوم در بین برترین سازمان‌های تحقیقاتی در سراسر جهان قرار گرفته‌است.
آکادمی علوم چین از ابتدای تأسیس در سال ۲۰۱۶، توسط تحقیقات طبیعت، به‌طور مداوم رتبه اول پژوهشگاه شماره یک در جهان را به خود اختصاص داده‌است.